# Universidade de Beihua
Universidade de Beihua (chinês tradicional: 北華大學, chinês simplificado: 北华大学, pinyin: Běihuá Dàxué) é uma universidade pública estatal na cidade de Jilin, Jilin, China.
A Beihua University, localizada na cidade de Jilin, China, oferece um programa de MBBS de 6 anos ministrado em inglês, que inclui um estágio de um ano. O programa é reconhecido pela Organização Mundial da Saúde (OMS), tornando os graduados elegíveis para exames de licenciamento médico em vários países.
Fundada como Faculdade de Medicina de Jilin em 1906 e através da fusão de três faculdades em 1999, agora a BEIHUA tornou-se uma universidade com três campi, que juntos ocupam uma área de 1.263.700 metros quadrados com uma área útil de até 830.300 metros quadrados. A universidade possui 1 faculdade de medicina, 31 faculdades de ensino, 18 institutos de pesquisa acadêmica, 4 instituições afiliadas, 5 departamentos de assistente de ensino.